# Colwall
Colwall est un village et une paroisse civile du Herefordshire, aux confins du Worcestershire, au pied des Malvern Hills. Le village offre un panorama sur un oppidum breton des collines de Malvern, le Herefordshire Beacon. Quoiqu’il ne dépende ni de la commune voisine de Malvern, ni du District de Malvern Hills, Colwall est souvent désigné en Angleterre comme The Malverns, appellation qui désigne à la fois ce village et les collines environnantes.

## Sport
Colwall est une destination appréciée des joueurs de cricket, puisqu'il possède le plus vaste terrain de cricket du comté. C'est à Colwall que, dès 1926, fut fondée la Women's Cricket Association : depuis, on y organise chaque année la semaine du Cricket féminin. les frères Joseph et Henry Horton, champions de cricket de la région, étaient originaires de Colwall. Henry s'imposa au niveau national lorsqu'il joua sous les couleurs du Hampshire.

## L'eau minérale deMalvern water
« ...The Malvern water says Dr John Wall
 is famous for containing just nothing at all! »
— John Wall, Experiments & Observations on the Malvern Waters (1756)
L’eau minérale de Malvern water fait partie de la culture anglaise depuis le début du XVIIe siècle. La reine Élisabeth Ire l’aurait fait connaître à la cour, et la reine Victoria ne partait jamais en voyage sans en emporter. Elle est citée avec éloge pour ses vertus ophtalmiques dans le Breviary of the Eyes de Richard Bannister en 1622 :
« A little more I'll of their curing tell.
How they helped sore eyes with a new found well.
Great speech of Malvern Hills was late reported
Unto which spring people in troops resorted. »
Elle a été commercialisée comme eau gazeuse à partir de 1851 sous l’appellation de Malvern Soda puis, en 1856, comme la Malvern Seltzer Water. En 1987, cette eau minérale avait reçu le label d’eau minérale naturelle. En 1892, la Sté Schweppes inaugura une usine d’embouteillage après avoir obtenu une concession d’une famille de Colwall. L'usine a longtemps été propriété de Coca-Cola & Schweppes Beverages et a employé jusqu'à 25 salariés, qui produisaient 12 millions de litres annuellement ; mais le 21 octobre 2010, Coca-Cola a annoncé la fermeture de son usine, incapable de faire face à la demande, et la vente de terrain à des promoteurs,. La compagnie s'est engagé à retrouver un emploi pour les 17 derniers salariés qu'elle employait. La source historique se trouve sur le flanc ouest des collines, dans le Herefordshire.

## Tourisme

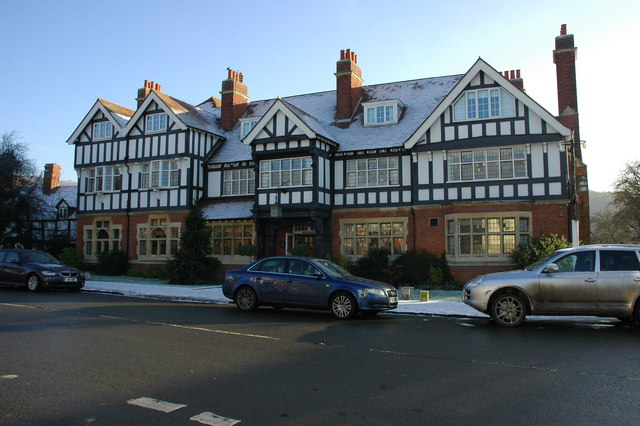
Parc de l’Hôtel de Colwall

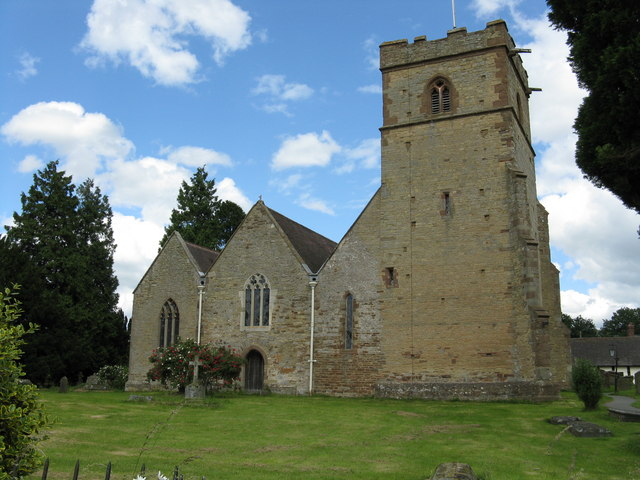
Église Saint-Jacques

Le village est desservi par une gare de la ligne à voie unique reliant Great Malvern et la gare de Ledbury, qui passe en tunnel sous les collines. Le premier de ces tunnels a été creusé entre 1856 et 1860. Il y a près de la gare le grand hôtel de style  néo-géorgien, aménagé en 1905 pour accueillir les spectateurs des courses hippiques de Colwall.
Il y a à Colwall deux écoles préparatoires privées, The Downs (où le poète W. H. Auden a enseigné dans les années 1930, et où il a composé certains de ses plus beaux poèmes) et The Elms (fondée en 1614).